# 송 포 유 (영화)
송 포 유(영어: Song for Marion)는 2012년 개봉한 영국의 영화이다. 폴 앤드류 윌리엄스가 감독을 맡았으며 테런스 스탬프, 제마 아터턴, 크리스토퍼 에클스턴, 버네사 레드그레이브가 주연으로 출연했다. 이 영화는 미국에서는 "Unfinished Song"이라는 제목으로 개봉했다.

## 줄거리
아내 매리언을 지극히 사랑하지만 무뚝뚝한 남편 아서 해리스는 아내가 시한부 판정을 받았음에도 불구하고 열정적으로 노인 합창단 'OAP'Z' 활동을 이어가는 모습을 못마땅해한다. 젊은 합창단 지휘자 엘리자베스는 지역 합창 경연대회 "섀도우 송" 참가를 준비하고, 아서는 아들 제임스와도 소원한 관계이다. 매리언의 병세는 점점 악화되어 결국 잠든 채 세상을 떠나고, 아서는 큰 상실감에 빠져 가족과 합창단 모두와 단절된다. 하지만 결국 아서는 매리언의 빈자리를 채워 합창단에 합류하게 된다.
합창단은 기존의 합창곡 대신 파격적인 선곡으로 아서를 당황하게 한다. 솔트 앤 페파의 "Let's Talk About Sex"나 모터헤드의 "Ace of Spades"같은 곡들을 연습해야 했지만, 아서는 점차 합창단 활동에 재미를 느끼고 동화된다. 하지만 경연대회 전날 밤, 아서는 아들과의 관계 회복에 실패하고 크게 다툰 후 합창단에서 나가기로 결심한다. 결국 아서 없이 대회에 참가한 합창단은 경연에서 탈락하고, 집으로 돌아가려던 찰나 아서가 나타나 버스를 막아선다. 그는 무대 위로 난입하여 다른 단원들과 함께 다시 한번 공연을 펼친다. 특히 아서는 "Lullabye (Goodnight, My Angel)"를 솔로로 부르며 감동을 선사한다. 합창단은 3위를 차지하며 성공적으로 대회를 마무리한다. 아서의 공연을 지켜본 아들 제임스는 그에게 전화 메시지를 남겨 화해를 암시하며 영화는 마무리된다.

## 배역
- 테렌스 스탬프 - 아서
- 젬마 아더튼 - 엘리자베스
- 바네사 레드그레이브 - 매리언
- 베리 마틴 - 티모시
- 타루 드바니 - 수자타
- 앤 리드 - 브렌다
- 엘리자베스 카운셀 - 셰릴
- 램 존 홀더 - 찰리
- 크리스토퍼 에클리스턴 - 제임스
- 올라 힐 - 제니퍼
- 빌 토마스 - 빌
- 윌리 조나 - 로버트
- 캘리타 레인포드 - 간호사
- 앨런 루스코 - 심사위원

## 한국어 더빙 성우진(KBS)
- 김정호 - 아서(테렌스 스탬프)
- 이선 - 엘리자베스(젬마 아더튼)
- 이선영 - 매리언(바네사 레드그레이브)
- 정기항 - 티모시(베리 마틴)
- 김정미 - 수자타(타루 드바니)
- 임수아 - 브렌다(앤 리드)
- 송도영 - 셰릴(엘리자베스 카운셀)
- 이윤선 - 찰리(램 존 홀더)
- 윤세웅 - 제임스(크리스토퍼 에클리스턴)
- 선은혜 - 제니퍼(올라 힐)
- 위훈 - 빌(빌 토마스)
- 홍진욱 - 로버트(윌리 조나)
- 이영미 - 간호사(캘리타 레인포드)
- 이희탁 - 심사위원(앨런 루스코)